# Karl August Burow
Karl Heinrich August Burow (10 de noviembre de 1809 en Elbing; 15 de abril de 1874 en Königsberg), fue un cirujano y oftalmólogo polaco - alemán.
Estudió en la Universidad de Königsberg desde 1830, en donde se benefició de las enseñanzas de científicos como Ludwig Wilhelm Sachs, Karl Ernst von Baer y Karl Friedrich Burdach que normaron su perspectiva de la ciencia de aquel entonces. En 1839 obtuvo su título de oftalmólogo y en 1844 empezó su carrera como profesor asociado en su alma mater. En 1846 inició una clínica médica privada en Konigsberg, en la que se desempeñó como oftalmólogo y cirujano. A partir de 1866 fue médico militar del ejército de Edwin Freiherr von Manteuffel, y en 1870 actuó en una función similar en el ejército del príncipe Friedrich Karl de Prusia.
Burow fue el creador de una solución acuosa curativa de acetato de aluminio y ácido acético glacial denominada Agua o solución de Burow. La formulación moderna se expende en farmacias bajo diversas marcas comerciales como un polvo que sirve para preparar el compuesto acuoso curativo, conteniendo acetato de calcio y sulfato de aluminio, que se utiliza en curaciones dermatológicas, con propiedades astringentes y antisépticas. También es usada como agente antimicótico en ciertos tratamientos del oído y de la piel.

## Obra
- Beiträge zur Physiologie und Physik des menschlichen Auges, 1841 @– Contribuciones a la fisiología y física del ojo humano.
- Resultate der Beobachtung Un 137 Schieloperationen, 1844 @– Observaciones de 137 cirugías de estrabismo.
- Beschreibung einer neuen Trasplantes-Methode : Methode der seitlichen Dreiecke, 1855 @– Descripción de un nuevo método de trasplante (método de triángulos laterales).
- Ein neues Optometer : Mit 3 lithogr. Tafeln, 1863 @– Un nuevo optómetro: con 3 litógrafos.
- Über Dado Reihenfolge der Brillen-Brennweiten, 1864.[4]